# Östra Hoby socken
Östra Hoby socken i Skåne ingick i Ingelstads härad, uppgick 1969 i Simrishamns stad och området ingår sedan 1971 i Simrishamns kommun och motsvarar från 2016 Östra Hoby distrikt.
Socknens areal är 15,84 kvadratkilometer varav 15,78 land. År 2000 fanns här 1 274 invånare. Fiskeläget Örnahusen, tätorten Skillinge samt kyrkbyn Östra Hoby med sockenkyrkan Östra Hoby kyrka ligger i socknen.

## Administrativ historik
Socknen har medeltida ursprung. Före den 1 januari 1886 (ändring enligt beslut den 17 april 1885) var namnet Hoby socken.
Vid kommunreformen 1862 övergick socknens ansvar för de kyrkliga frågorna till Hoby församling och för de borgerliga frågorna bildades Hoby landskommun. Landskommunen uppgick 1952 i Borrby landskommun som 1969  uppgick i Simrishamns stad som 1971 ombildades till Simrishamns kommun. Församlingen uppgick 2000 i Borrby-Östra Hoby församling.
1 januari 2016 inrättades distriktet Östra Hoby, med samma omfattning som församlingen hade 1999/2000.  
Socknen har tillhört län, fögderier, tingslag och domsagor enligt vad som beskrivs i artikeln Ingelstads härad. De indelta soldaterna tillhörde Södra skånska infanteriregementet, Ingelsta kompani och Skånska dragonregementet, Borreby skvadron, Svabeholms kompani.

## Geografi
Östra Hoby socken ligger söder om Simrishamn på Österlen med Östersjökusten i öster. Socknen är en odlingsbygd.
I södra delen av socknens kust ligger Kyls strandbad

## Fornlämningar
Tio boplatser och en gånggrift från stenåldern är funna. Från bronsåldern finns gravhögar. Från järnåldern finns flatmarksgravar. Ett fynd av en guldhalsring har påträffats.  

## Namnet
Namnet skrevs 1358 Hooby och kommer från kyrkbyn. Förleden är oviss. Efterleden är by, 'gård; by'..